# Mark Farner
Mark Fredrick Farner (29 de septiembre de 1948) es un músico y compositor estadounidense, conocido por haber sido el cantante y guitarrista de la banda Grand Funk Railroad y luego dedicarse a su carrera solista, así como a la música cristiana.

## Primeros años
Farner comenzó su carrera en la música tocando en Terry Knight and The Pack (1965-1966), The Bossmen (1966), The Pack (1967-1968), antes de fundar Grand Funk Railroad con Don Brewer (batería) y Mel Schacher (bajo) en 1968.

## Grand Funk Railroad
Farner fue el cantante y guitarrista de Grand Funk Railroad, como bien el mayor compositor de su material. Su composición más destacada fue en 1970, la canción "I'm Your Captain (Closer to Home)". También escribió el éxito de 1975 "Bad Time", el último de los sencillos de la banda en aparecer dentro del top 5 del Billboard Hot 100.

## Después de Grand Funk Railroad
Después que se disolvió la banda en 1976, Farner lanzó su disco homónimo solista (1977), y también el segundo, No Frills, en 1978 a través de Atlantic Records. En 1981, Farner y Don Brewer lanzaron una nueva formación de Grand Funk con el bajista Dennis Bellinger y grabaron dos discos, "Grand Funk Lives" y "What's Funk?". Farner de nuevo se lanzó como solista en 1988, con el disco "Just Another Injustice" con el sello Frontline Records. En 1991, y también con Frontline Records, publicó "Some Kind of Wonderful", en el cual figuran éxitos regrabados de Grand Funk Railroad. Durante esa misma década fundó la disquera Lismark Communication, lanzando desde allí en adelante todos sus discos en solitario. Desde 1994 a 1995, Farner giró junto a la banda Ringo Starr & His All-Starr Band; para luego a finales de la década tener una reunión más con Grand Funk Railroad.

## Discografía
Álbumes en estudio
- Mark Farner (1977)
- No Frills (1978)
- Just Another Injustice (1988)
- Wake Up... (1989)
- Some Kind of Wonderful (1991)
- For the People (2006)
- Closer To My Home (2024)

Con Grand Funk Railroad
- On Time (1969)
- Grand Funk (1969)
- Closer to Home (1970)
- Live Album (1970)
- Survival (1971)
- E Pluribus Funk (1971)
- Phoenix (1972)
- We're an American Band (1973)
- Shinin' On (1974)
- All the Girls in the World Beware!!! (1974)
- Born to Die (1976)
- Good Singin', Good Playin' (1976)
- Grand Funk Lives (1981)
- What's Funk? (1983)
- Bosnia (1996)

- Datos: Q1900054
- Multimedia: Mark Farner / Q1900054